# Équipe du Sri Lanka de football
Cet article traite de l'équipe masculine. Pour l'équipe féminine, voir Équipe du Sri Lanka féminine de football.
Maillots
Actualités
L'équipe du Sri Lanka de football est constituée par une sélection des meilleurs joueurs sri lankais sous l'égide de la Fédération du Sri Lanka de football. Elle représente le pays lors des compétitions continentales et internationales.
L'équipe nationale dispute la première rencontre de son histoire le 1er janvier 1952 face à l'Inde, match perdu sur le score de deux buts à zéro.

## Classement FIFA
| Année              | 1993 | 1994 | 1995 | 1996 | 1997 | 1998 | 1999 | 2000 | 2001 | 2002 | 2003 | 2004 | 2005 | 2006 | 2007 | 2008 | 2009 | 2010 | 2011 | 2012 | 2013 | 2014 | 2015 | 2016 | 2017 | 2018 | 2019 | 2020 | 2021 | 2022 | 2023 | 2024 |
| ------------------ | ---- | ---- | ---- | ---- | ---- | ---- | ---- | ---- | ---- | ---- | ---- | ---- | ---- | ---- | ---- | ---- | ---- | ---- | ---- | ---- | ---- | ---- | ---- | ---- | ---- | ---- | ---- | ---- | ---- | ---- | ---- | ---- |
| Classement mondial | 126  | 139  | 135  | 126  | 136  | 134  | 153  | 149  | 143  | 139  | 135  | 140  | 144  | 145  | 167  | 163  | 151  | 163  | 180  | 190  | 169  | 172  | 194  | 195  | 200  | 201  | 205  | 206  | 204  | 207  | 204  | 200  |

## Palmarès
- Championnat d'Asie du Sud
  - Vainqueur en 1995 lors de la 2e édition
  - 2e en 1993 lors de la 1re édition
- AFC Challenge Cup
  - Finaliste en 2006
- Finaliste du Tournoi de football des quatre nations 2021 (en)

### Parcours enCoupe du monde
| Année | Position     |      | Année             | Position |                   | Année | Position |
| 1930  | Non inscrite | 1974 | Forfait           | 2010     | Tour préliminaire |       |          |
| 1934  | Non inscrite | 1978 | Forfait           | 2014     | Tour préliminaire |       |          |
| 1938  | Non inscrite | 1982 | Non inscrite      | 2018     | Tour préliminaire |       |          |
| 1950  | Non inscrite | 1986 | Non inscrite      | 2022     | Tour préliminaire |       |          |
| 1954  | Non inscrite | 1990 | Non inscrite      | 2026     | Tour préliminaire |       |          |
| 1958  | Non inscrite | 1994 | Tour préliminaire | 2030     | À venir           |       |          |
| 1962  | Non inscrite | 1998 | Tour préliminaire | 2034     | À venir           |       |          |
| 1966  | Non inscrite | 2002 | Non inscrite      |          |                   |       |          |
| 1970  | Non inscrite | 2006 | Tour préliminaire |          |                   |       |          |

### Parcours enCoupe d'Asie
| Année | Position          |      | Année             | Position |                        | Année | Position |
| 1956  | Non inscrite      | 1984 | Tour préliminaire | 2011     | Non inscrite           |       |          |
| 1960  | Non inscrite      | 1988 | Non inscrite      | 2015     | Tour préliminaire      |       |          |
| 1964  | Non inscrite      | 1992 | Non inscrite      | 2019     | Tour préliminaire      |       |          |
| 1968  | Non inscrite      | 1996 | Tour préliminaire | 2023     | Tour préliminaire      |       |          |
| 1972  | Tour préliminaire | 2000 | Tour préliminaire | 2027     | Éliminatoires en cours |       |          |
| 1976  | Non inscrite      | 2004 | Tour préliminaire |          |                        |       |          |
| 1980  | Tour préliminaire | 2007 | Tour préliminaire |          |                        |       |          |

## Sélection actuelle
Cette liste représente les vingt-trois joueurs retenus pour le Championnat d'Asie du Sud 2021.
Gardiens
- Sujan Perera
- Prabath Arunasiri
- Kaveesh Fernando

Défenseurs
- Asikur Rahuman
- Harsha Fernando
- Charitha Rathnayake
- Duckson Puslas
- Sunil Roshan Appuhamy
- Chamod Dilshan

Milieux
- Kavindu Ishan
- Chalana Chameera
- Mohamed Fazal
- Jude Supan
- Edison Figurado
- Mohamed Aman Faizer
- Ahmed Waseem Razeek
- Dillon De Silva
- Marvin Hamilton

Attaquants
- Mohamed Aakib
- Mohamed Musthaq
- Rifkhan Mohamed
- Supun Dananjaya
- Mohamed Shifan

## Les adversaires du Sri Lanka de 1952 à aujourd'hui
| Pays                      | J  | G | N | P  | Bp | Bc | Diff | Premier match                     | Dernier match                         |
| ------------------------- | -- | - | - | -- | -- | -- | ---- | --------------------------------- | ------------------------------------- |
| Afghanistan               | 8  | 1 | 1 | 6  | 6  | 17 | -11  | 10/01/2003 (1-0) à Dacca          | 31/12/2015 (0-5) à Thiruvananthapuram |
| Allemagne de l'Est        | 1  | 0 | 0 | 1  | 1  | 12 | -11  | 12/01/1964 (1-12) à Colombo       |                                       |
| Arabie saoudite           | 3  | 0 | 0 | 3  | 0  | 9  | -9   | 24/01/1984 (0-5) à Djeddah        | 17/11/2004 (0-3) à Dammam             |
| Bahreïn                   | 2  | 0 | 0 | 2  | 0  | 4  | -4   | 20/12/1971 (0-3) à Bangkok        | 11/09/1979 (0-1) à Séoul              |
| Bangladesh                | 20 | 5 | 2 | 13 | 15 | 30 | -15  | 15/09/1979 (1-3) à Daegu          | 16/11/2021 (2-1) à Colombo            |
| Bhoutan                   | 8  | 6 | 0 | 2  | 20 | 5  | 15   | 04/04/2006 (1-0) à Chittagong     | 25/03/2024 (2-0) à Colombo            |
| Birmanie                  | 9  | 2 | 1 | 6  | 10 | 20 | -10  | 01/12/1953 (2-3) à Rangoun        | 13/10/2024 (0-0) à Rangoun            |
| Brunei                    | 5  | 3 | 0 | 2  | 7  | 3  | 4    | 02/04/2006 (1-0) à Chittagong     | 05/06/2025 (1-0) à Bangkok            |
| Cambodge                  | 5  | 1 | 2 | 2  | 4  | 12 | -8   | 01/08/1972 (1-6) à Kuala Lumpur   | 10/09/2024 (2-2) à Phnom Penh         |
| Chine                     | 2  | 0 | 0 | 2  | 2  | 4  | -2   | 03/09/1972 (2-3) à Colombo        | 12/09/1972 (0-1) à Colombo            |
| Corée du Nord             | 3  | 0 | 0 | 3  | 0  | 8  | -8   | 31/07/2008 (0-3) à Hyderabad      | 10/09/2019 (0-1) à Colombo            |
| Corée du Sud              | 3  | 0 | 0 | 3  | 0  | 19 | -19  | 12/09/1979 (0-6) à Daegu          | 09/06/2021 (0-5) à Goyang             |
| Émirats arabes unis       | 8  | 0 | 0 | 8  | 3  | 35 | -32  | 28/10/1985 (1-5) à Djeddah        | 31/08/2019 (1-5) à Riffa              |
| Guam                      | 1  | 1 | 0 | 0  | 5  | 1  | 4    | 02/04/2008 (5-1) à Taipei         |                                       |
| Hong Kong                 | 1  | 0 | 0 | 1  | 0  | 5  | -5   | 06/05/1979 (0-5) à Bangkok        |                                       |
| Inde                      | 19 | 2 | 5 | 12 | 13 | 32 | -19  | 01/12/1952 (0-2) à Colombo        | 07/10/2021 (0-0) à Malé               |
| Indonésie                 | 3  | 0 | 1 | 2  | 2  | 11 | -9   | 05/06/1972 (0-8) à Jakarta        | 08/09/2004 (2-2) à Colombo            |
| Irak                      | 1  | 0 | 0 | 1  | 0  | 5  | -5   | 13/12/1971 (0-5) à Bangkok        |                                       |
| Iran                      | 2  | 0 | 0 | 2  | 0  | 11 | -11  | 12/06/1966 (0-7) à Téhéran        | 17/06/1996 (0-4) à Mascate            |
| Japon                     | 3  | 0 | 0 | 3  | 0  | 16 | -16  | 16/07/1972 (0-5) à Kuala Lumpur   | 05/05/1993 (0-6) à Dubaï              |
| Jordanie                  | 1  | 0 | 0 | 1  | 1  | 2  | -1   | 16/12/1971 (1-2) à Bangkok        |                                       |
| Kirghizistan              | 1  | 0 | 0 | 1  | 1  | 4  | -3   | 28/08/2009 (1-4) à New Delhi      |                                       |
| Laos                      | 8  | 3 | 2 | 3  | 14 | 12 | 2    | 10/06/1972 (3-1) à Jakarta        | 20/03/2025 (2-1) à Vientiane          |
| Liban                     | 5  | 1 | 0 | 4  | 6  | 18 | -12  | 15/05/2001 (0-4) à Beyrouth       | 05/06/2021 (2-3) à Goyang             |
| Lituanie                  | 2  | 0 | 1 | 1  | 0  | 2  | -2   | 08/07/2018 (0-0) à Colombo        | 11/07/2018 (0-2) à Colombo            |
| Macao                     | 3  | 1 | 1 | 1  | 4  | 2  | 2    | 09/11/2016 (1-1) à Kuching        | 11/06/2019 (3-0) à Colombo            |
| Malaisie                  | 10 | 1 | 0 | 9  | 7  | 36 | -29  | 05/06/1972 (0-3) à Jakarta        | 05/10/2019 (0-6) à Kuala Lumpur       |
| Maldives                  | 20 | 2 | 9 | 9  | 16 | 38 | -22  | 26/12/1991 (0-1) à Colombo        | 14/06/2022 (0-1) à Namangan           |
| Mongolie                  | 2  | 1 | 0 | 1  | 3  | 2  | 1    | 06/03/2013 (3-0) à Vientiane      | 06/11/2016 (0-2) à Kuching            |
| Népal                     | 17 | 6 | 7 | 4  | 25 | 19 | 6    | 22/10/1984 (4-0) à Djeddah        | 04/10/2021 (2-3) à Malé               |
| Oman                      | 3  | 0 | 1 | 2  | 1  | 14 | -13  | 20/10/1984 (1-1) à Djeddah        | 19/06/1996 (0-10) à Mascate           |
| Ouzbékistan               | 2  | 0 | 0 | 2  | 0  | 9  | -9   | 23/11/1999 (0-6) à Abou Dabi      | 08/06/2022 (0-3) à Namangan           |
| Pakistan                  | 19 | 8 | 4 | 7  | 31 | 25 | 6    | 02/11/1953 (0-6) à Rangoun        | 04/12/2009 (1-0) à Colombo            |
| Philippines               | 4  | 1 | 1 | 2  | 5  | 9  | -4   | 26/07/1972 (1-4) à Kuala Lumpur   | 03/07/2011 (0-4) à Manille            |
| Palestine                 | 1  | 0 | 0 | 1  | 0  | 2  | -2   | 17/01/2020 (0-2) à Dacca          |                                       |
| Papouasie-Nouvelle-Guinée | 1  | 0 | 1 | 0  | 0  | 0  | 0    | 22/03/2024 (0-0) à Colombo        |                                       |
| Qatar                     | 3  | 0 | 0 | 3  | 0  | 9  | -9   | 20/09/1996 (0-3) à Doha           | 28/10/2007 (0-5) à Doha               |
| Seychelles                | 4  | 1 | 1 | 2  | 5  | 8  | -3   | 26/08/2014 (2-1) à Victoria       | 19/11/2021 (3-3) à Colombo            |
| Singapour                 | 5  | 1 | 0 | 4  | 6  | 15 | -9   | 23/06/1972 (1-3) à Singapour      | 30/10/2000 (0-2) à Singapour          |
| Soudan                    | 1  | 0 | 0 | 1  | 0  | 1  | -1   | 20/09/1979 (0-1) à Séoul          |                                       |
| Syrie                     | 3  | 0 | 0 | 3  | 0  | 17 | -17  | 15/10/2003 (0-5) à Damas          | 24/08/2009 (0-4) à New Delhi          |
| Tadjikistan               | 4  | 0 | 1 | 3  | 3  | 11 | -8   | 16/04/2006 (0-4) à Dacca          | 29/03/2011 (0-2) à Colombo            |
| Taipei chinois            | 5  | 4 | 1 | 0  | 12 | 5  | 7    | 25/03/2003 (2-1) à Colombo        | 10/06/2025 (3-1) à Colombo            |
| Thaïlande                 | 8  | 0 | 0 | 8  | 2  | 23 | -21  | 26/03/1972 (0-5) à Rangoun        | 25/03/2025 (0-1) à Bangkok            |
| Timor oriental            | 1  | 1 | 0 | 0  | 3  | 2  | 1    | 21/03/2003 (3-2) à Colombo        |                                       |
| Turkménistan              | 6  | 0 | 1 | 5  | 2  | 12 | -10  | 09/11/2003 (0-1) à Balkanabat     | 19/11/2019 (0-2) à Achgabat           |
| Vietnam                   | 4  | 0 | 3 | 1  | 6  | 7  | -1   | 25/08/2000 (2-2) à Hanoï          | 01/12/2002 (2-2) à Colombo            |
| Yémen                     | 4  | 1 | 1 | 2  | 2  | 6  | -4   | 12/10/2023 (0-3) à Khamis Mushait | 19/11/2024 (0-2) à Al-Khor            |

### Les 2 meilleurs buteurs
| Rang | Joueur                 | Buts | Sél. | Première sélection | Dernière sélection |
| ---- | ---------------------- | ---- | ---- | ------------------ | ------------------ |
| 1    | Kasun Jayasuriya       | 27   | 56   | 1999               | 2009               |
| 2    | Channa Ediri Bandanage | 18   | 64   | 1999               | 2009               |

## Entraîneurs
- Neville Dias Abeygunawardene (1961-1990)
- Burkhard Pape (1991-1992)
- Jorge Ferreira (1993-1995)
- Karathu (1999-2000)
- Marcus Ferreira (2004)
- Sampath Perera (2004-2006)
- Jang Jung (2007-2008)
- Sampath Perera (2009)
- Mohamed Amanulla (2009-2010)
- Jang Jung (2010-2012)
- Sampath Perera (2012-2013)
- Claudio Roberto (2013-2014)[3]
- Nikola Kavazović (2014-2015)
- Sampath Perera (2015-2016)
- Dudley Steinwall (2016-2018)
- Nizam Pakeer Ali (2018-2020)
- Amir Alagić (2020-2022)[4]
- Andy Morrison (2022-2024)
- Abdullah Al-Mutairi (2024-)